# رایان هیروکا
رایان هیروکا (انگلیسی: Ryan Hirooka؛ زادهٔ ۱۸ فوریهٔ ۱۹۹۰) بازیکن فوتبال اهل ژاپن است.
از باشگاه‌هایی که در آن بازی کرده‌است می‌توان به باشگاه فوتبال لیتشوئس اشاره کرد.